# Amanda Berenguer
Amanda Berenguer (* 24. Juni 1921 in Montevideo, Uruguay; † 13. Juli 2010 ebenda) war eine uruguayische Lyrikerin und Schriftstellerin.

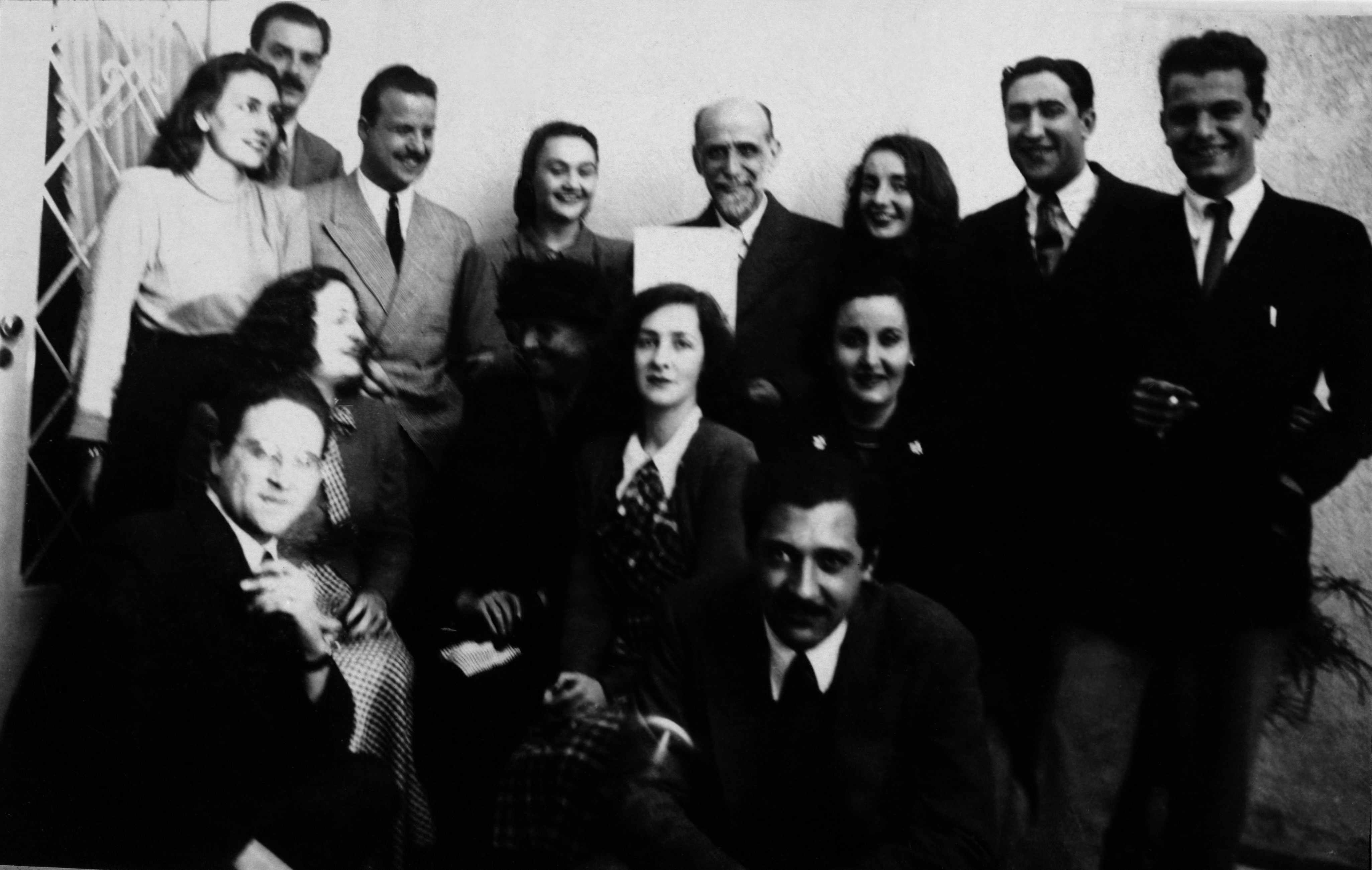
Berenguer in der Generación del 45 (sitzend links) (ohne Jahr)

Berenguer war mit José Pedro Díaz verheiratet. Mit ihrem Mann leitete sie ab 1945 den Verlag La Galatea. 1968 gehörte sie zu den Gründern der Zeitschrift Maldoror.
Berenguer, die der Generación del 45 angehörte und der als Mitglied der Academia Nacional de Letras del Uruguay 85-jährig die Bezeichnung Académica de Honor zuerkannt wurde, veröffentlichte zahlreiche poetische Werke. 1940 begann sie ihre schriftstellerische Tätigkeit mit A través de los tiempos que llevan a la gran calma. Für das 1952 veröffentlichte El río erhielt sie den Ersten Preis des Ministerio de Instrucción Pública. Für ihr 1987 zunächst in Madrid und 1990 dann in Montevideo erschienenes Werk La dama de Elche wurde sie 1987 sowohl mit dem Ersten Preis der Intendencia Municipal von Montevideo als auch mit demjenigen des Uruguayischen Bildungs- und Kulturministeriums (MEC) ausgezeichnet. Ebenfalls wurde sie seitens der Fundación Banco Exterior de España dafür prämiert und erhielt schließlich im Rahmen der Zweitauflage auch noch den Premio Bartolomé Hidalgo. Auch Los Signos sobre la mesa brachte ihr 1987 mit dem Premio Reencuentro der Universidad de la República einen Preis ein. 2001 nahm sie als einzige eingeladene Repräsentantin Uruguays an einem in Chile abgehaltenen Treffen der Internationalen Dichtkunst teil, bei dem Autoren wie Ernesto Cardenal, Nicanor Parra, Juan Gelman, Adrianne Rich oder auch Raúl Zurita anwesend waren. Im Folgejahr erhielt sie den Goldenen Kerzenleuchter der B’nai B’rith. Berenguers Werke wurden ins Englische, Italienische, Französische und Portugiesische übersetzt.

## Veröffentlichungen
- A través de los tiempos que llevan a la gran calma (1940)
- Canto hermético (1941)
- Elegía por la muerte de Paul Valéry (1945)
- El río (1952)
- La invitación (1957)
- Contracanto (1961)
- Quehaceres e invenciones (1963)
- Declaración conjunta (1964)
- Materia prima (1966)
- Dicciones (Tonaufnahme) (1973)
- Composición de lugar (1976)
- Poesía 1949-1979 (1980)
- Identidad de ciertas frutas (1983)
- La dama de Elche (1987)
- Los Signos sobre la mesa (1987)
- La botella verde (1995)
- El pescador de caña (1995)
- La estranguladora (1998)
- Poner la mesa del 3er (2002)
- Constelación del navío (2002)
- Las mil y una preguntas y propicios contextos (2005)
- Casas donde viven criaturas del lenguaje y el diccionario (2005)